# De la ley a la ley
De la ley a la ley és un telefilm espanyol dirigit per Sílvia Quer sobre un guió d'Helena Medina, que tracta sobre el començament de la transició espanyola i el nomenament com a cap de govern d'Adolfo Suárez. Fou produïda per RTVE amb Visiona TV. Fou rodada en castellà i emesa per Televisió Espanyola el 6 de desembre de 2017.

## Sinopsi
El telefilm està centrat en Torcuato Fernández Miranda Hevia, conegut com "el guionista de la transició", que el 1960 fou nomenat conseller i preceptor de l'aleshores príncep Joan Carles de Borbó. A partir d'aquí se succeeixen les seves etapes com a president del Govern en funcions després de l'assassinat de Carrero Blanco, president de les Corts després de la mort de Franco i senador reial en les primeres eleccions democràtiques. La seva trajectòria silenciosa li ha fet passar a la història com el dissenyador discret del procés de desmuntatge del règim franquista.

## Repartiment
- Gonzalo de Castro - Torcuato Fernández Miranda Hevia
- Fernando Andina - príncep Joan Carles de Borbó
- David Selvas - Adolfo Suárez
- Toni Sevilla - Alfonso Armada
- Francesc Albiol - Manuel Fraga
- Blanca Apilánez - Carmen, esposa de Fernández Miranda.

## Nominacions
Fou nominada al Gaudí a la millor pel·lícula per a televisió i fou estrenada al Zoom Festival Internacional de Ficció Televisiva de 2017.